# Puntioplites bulu
Puntioplites bulu е вид лъчеперка от семейство Шаранови (Cyprinidae).

## Разпространение и местообитание
Видът е разпространен в Бруней, Индонезия (Калимантан), Малайзия (Западна Малайзия, Сабах и Саравак) и Тайланд.
Регионално е изчезнал в Камбоджа.
Обитава наводнени райони, гористи местности, крайбрежия, плажове и езера.

## Описание
На дължина достигат до 35 cm.